# کارکس لائویگاتا
کارکس لائویگاتا (نام علمی: Carex laevigata) نام یک گونه از سرده جگن است.